# 成毛真
成毛 真（なるけ まこと；1955年9月4日—）是日本的實業家。微软日本法人第2任代表董事社長及日本スルガ銀行株式会社的社外取締役。
他個人還有一個書評網站「HONZ」。

## 簡歷
出身於日本北海道札幌市出身，高中時於北海道札幌西高等学校就讀。其時，作为执行学生会长实现了制服的废除。他高中時的同級同學還有後來被譽為「昭和脫星」的田中裕子。 1979年，毕业于中央大学商学部。畢業後原來任職於汽車零件生產商大金。 1986年加入微软公司（日本法人，以下简称MSKK ），此前在一家汽车零部件制造商和ASCII公司工作。自1991 年起担任MSKK总裁。 2000年离开公司后，同年5月成立投资咨询公司Inspire。业务内容为业绩咨询业务，为上市公司提供咨询服务，并随着业务业绩的提升，从股价上涨中获取资本收益。根据 Naruke 的说法，“我们是一家自我负责的咨询公司。”